# Zlín Z 42
Zlin 42, 142 in novejši Zlin Z242L  je dvosedežno večnamensko letalo Češkoslovaškega proizvajalca Zlin (Moravan Otrokovice). Verzijo Z-242 uporablja tudi Slovenska vojska kot šolsko letalo.
Z 42 ima povsem kovinska krila, trup je grajen iz varjenih jeklenih cevi. Pristajalno podvozje tipa tricikel je fiksno. Z 42 lahko izvaja manevere v razponu +6,0/-4,0 g.
Zlin Z 242L je v serijski proizvodnji od leta 1992 namenjen je za osnovno šolanje v civilnih in vojaških šolah, akrobatsko šolanje, za vleko transparentov in jadralnih letal, za nočno NVFR šolanje in šolanje po pravilih inštrumentalnega letenja IFR.

## Variante
- Z-42 prva različica, motor M-137A, 132 kW, 1970–1973, 48 enot

- Z-42M 1973-1980, motor M-137A, 132 kW, 131 enot

- Z-42MU konverzija  letala Z-42 v Z-42M

- Z-42L prototip Lycoming AIO-320, 118 kW, 1971, 1 kos

- Z-142 Motor M337, 157 kW, 1979–1992, preko 300 kosov

- Z-242L Guru Motor Lycoming AEIO-360, 149 kW, letnik 1992, preko 125 enot

## Specifikacije (Z42)
Podatki iz Jane's All The World's Aircraft 1971-72; J W R Taylor 1971, pp.32-33.
Splošne karakteristike
- Posadka: 1
- Število sedežev: 1 potnik
- Dolžina: 7,07 m (23 ft 2+1⁄4 in)
- Razpon kril: 9,11 m (29 ft 10+3⁄4 in)
- Višina: 2,69 m (8 ft 10 in)
- Površina kril: 13,15 m2 (141,5 sq.ft)
- Teža praznega letala: 600 kg (1322 lb)
- Maks. vzletna teža: 920 kg (2028 lb)
- Pogon letala: 1 ×  6-valjni obrnjeni vrstni motor Avia M 137A, 134 kW (180 KM)

 Zmogljivost 
- Neprekoračljiva hitrost: 315 km/h[1] (170 vozlov (IAS))
- Maks. hitrost: 230 km/h (124 vozlov, 143 mph)
- Potovalna hitrost: 200 km/h (108 vozlov, 124 mph)
- Doseg: 650 km (350 nmi, 403 milj)
- Največji doseg: 1200 km (645 nmi, 745 milj) z rezerovarji na koncih kril
- Višina leta: 5500 m (18050 ft)
- Hitrost vzpenjanja: 5,0 m/s (984 ft/min)